# Junge Tat
Junge Tat (en allemand : Jeune action) est un groupuscule d'extrême droite originaire de Suisse alémanique fondé en 2020.

## Description
Ce groupe est issu de la mouvance néonazie.
Les membres, très jeunes, gardent leur identité secrète mais plusieurs ont des liens avec la police et l'armée, auxquelles ils apportent leur soutien, ainsi qu'avec le réseau musical néo-nazi Blood and Honour,.
Junge Tat fait l'objet d'une surveillance par l'Office fédéral de la police et par Europol.

## Historique
Le mouvement est créé au début 2020, avec pour logo la rune Tīwaz, symbole de la victoire, porté par un bataillon SS lors de la Seconde Guerre mondiale.
Mi-novembre 2020, Junge Tat téléverse une vidéo sur la messagerie Telegram, dans laquelle le groupuscule y revendique des liens avec le nazisme et la Nouvelle Droite. 
Fin 2023, une polémique a lieu en raison de la proximité de membres de Junge Tat avec plusieurs membres de l'Union démocratique du centre,,.
Le 30 septembre 2024, six membres du mouvement sont condamnés par ordonnance pénale à des amendes et jours-amendes notamment pour discrimination raciale et atteinte à la liberté de croyance et de culte après avoir en particulier perturbé en 2022 un culte organisé en marge du Christopher Street Day et une lecture drag à Zurich,.

## Liens et références externes
- (de) Site officiel